# Nederlandse kampioenschappen schaatsen supersprint 2011
De Nederlandse Kampioenschappen Supersprint 2011 werden op zaterdag 19 februari 2011 gereden op IJsbaan Twente in Enschede. Het was de 21e editie van het NK Supersprint. Dit toernooi was zowel voor junioren als voor senioren. Titelverdedigers bij de senioren waren Michael Poot en Leslie Koen.
Het kampioenschap bestaat uit tweemaal een 100 en tweemaal een 300 meter per persoon. De tijden worden vervolgens rechtstreeks bij elkaar opgeteld om tot een eindklassement te komen. De tijden worden niet eerst naar een bepaalde tijd omgerekend zoals bij de meeste allroundtoernooien gebruikelijk is.
Tijdens het toernooi werden verschillende Nederlandse records gereden, te weten:
- 100 meter dames: Thijsje Oenema - 10,47
- 300 meter dames: Thijsje Oenema - 24,87
- 100 meter heren: Jacques de Koning - 9,66
- Klassement dames: Thijsje Oenema - 70.77

Tevens sneuvelden veertien baanrecords in verschillende leeftijdscategorieën.

## Uitslagen

### Mannen Senioren
| rang   | schaatser         | punten |
| ------ | ----------------- | ------ |
| Goud   | Jacques de Koning | 65.39  |
| Zilver | Ronald Mulder     | 65.50  |
| Brons  | Michel Mulder     | 65.75  |

### Jongens Junioren A
| rang   | schaatser           | punten |
| ------ | ------------------- | ------ |
| Goud   | Bauke Wiersma       | 67.97  |
| Zilver | Jan Wiebe Riemersma | 69.03  |
| Brons  | Martijn van Oosten  | 69.10  |

### Vrouwen Senioren
| rang   | schaatsster       | punten |
| ------ | ----------------- | ------ |
| Goud   | Thijsje Oenema    | 70.77  |
| Zilver | Mayon Kuipers     | 72.55  |
| Brons  | Jorien Kranenborg | 73.99  |

### Meisjes Junioren A
| rang   | schaatsster       | punten |
| ------ | ----------------- | ------ |
| Goud   | Leonie Smit       | 73.76  |
| Zilver | Sanne van der Wal | 74.60  |
| Brons  | Myrthe Brommer    | 75.58  |